# Església de Sant Llorenç (Múrcia)
L'església de Sant Llorenç de Múrcia (Regió de Múrcia, Espanya), és una de les parròquies tradicionals del centre històric de la ciutat. L'immoble actual, edificat entre 1788 i 1810, és una de les principals obres del neoclassicisme a la ciutat de Múrcia i en tot el sud-est ibèric. Obra del famós arquitecte Ventura Rodríguez, està situada al carrer Alejandro Seiquer.

## Història
Els orígens de la parròquia de Sant Llorenç màrtir es remunten als temps de la Reconquesta de la ciutat de Múrcia. Des de l'inici de la dominació cristiana a la ciutat (en 1266), el culte cristià es va disposar tant en la mesquita major com en altres sis exmesquites, entre elles la que seria l'església de Sant Llorenç.
No ha quedat, no obstant això, cap vestigi de la primitiva església, resultat de la transformació de la mesquita en temple cristià. Aquesta construcció, arribaria fins al segle xviii, sent abandonada a mitjans en ruïnes, traslladant-se en 1780 el culte i els béns de l'església a la propera ermita de Santa Quitèria -avui desapareguda-.
Després de l'enderroc de la vella església en 1784, es va començar la construcció del nou temple. El dia 23 de juny de 1788, festa del titular de la parròquia, es va col·locar la primera pedra, sent rei Carles III. Segons una làpida existent en el presbiteri, que commemora aquest fet, va presidir la cerimònia el bisbe de la diòcesi de Cartagena, Manuel Felipe Miralles.
La construcció del temple va sofrir diverses interrupcions, sent finalment consagrat el dia 10 d'agost de 1810, en plena Guerra de la Independència, pel nou prelat de la diòcesi, José Ximénez, qui així mateix va contribuir amb les seves almoines al cost de les obres.
S'hi va fundar en 1942 la Confraria del Santíssim Crist del Refugi de Múrcia, que organitza cada nit de Dijous Sant la processó anomenada del silenci de la Setmana Santa de Múrcia.

## Arquitectura

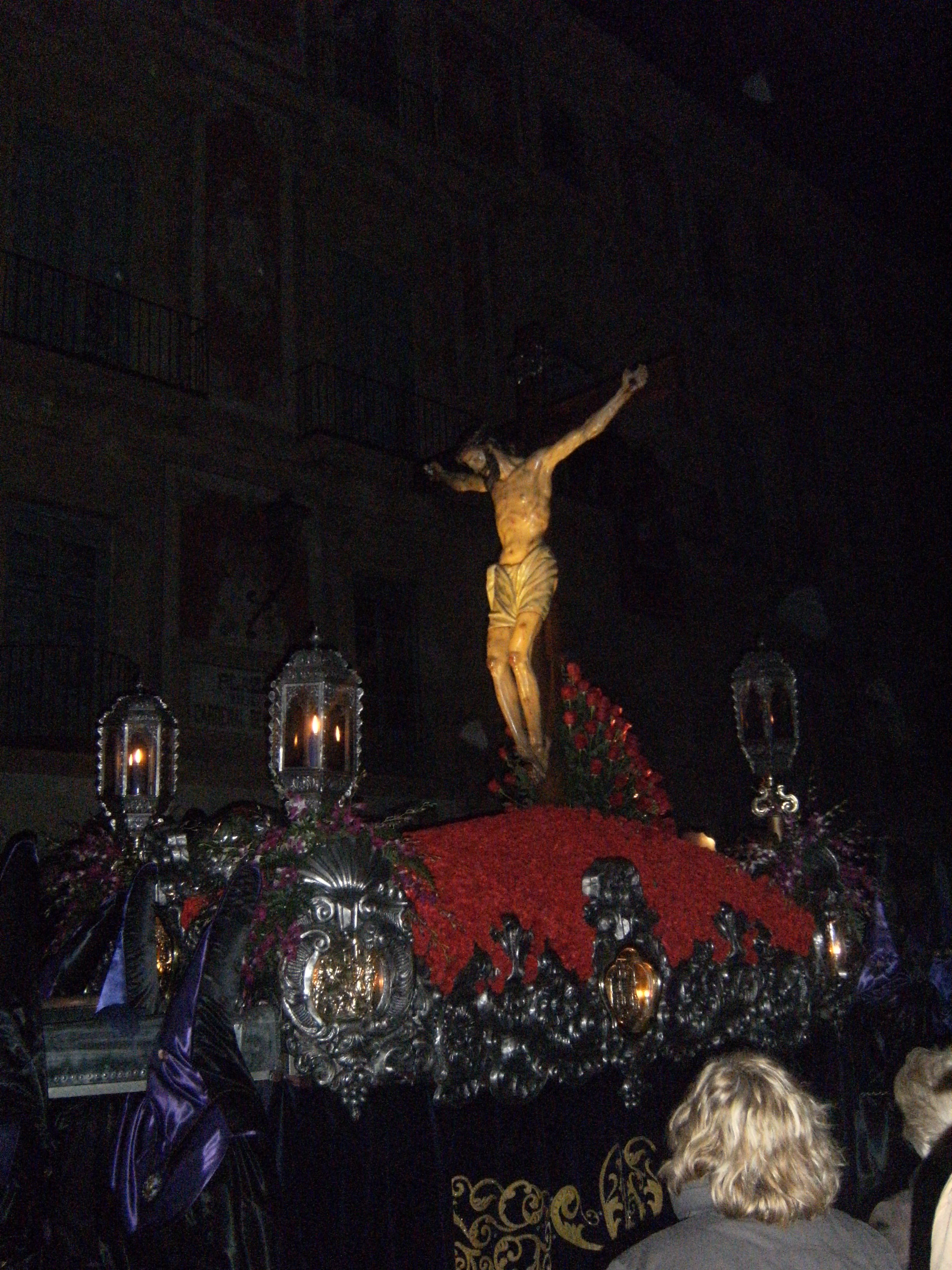
Imatge del pas del Santíssim Crist del Refugi per la plaça Belluga en la nit del Dijous Sant.

Les traces del temple són de l'arquitecte madrileny, director de la Reial Acadèmia de Belles arts de Sant Fernando i gran renovador de l'arquitectura espanyola, Ventura Rodríguez. Aquest mateix autor va dissenyar també la rematada en forma de cúpula de la torre de la Catedral de Múrcia.
La planta, inspirada en l'església de Sant Marc de Madrid -també obra de Ventura Rodríguez-, està formada per una sèrie d'el·lipses creuades d'estirp borrominesc. L'església de Sant Llorenç la formen tres espais el·líptics de diferent grandària, que corresponen a la nau els dos primers i al presbiteri el tercer, presentant una nuesa decorativa totalment neoclàssica.
A l'exterior, la façana principal, que alberga una senzilla portada, està coronada per un frontó triangular. La portada, d'estil neoclàssic, posseeix pilastres, mènsules a manera de capitells i està rematada per un gran frontó corb.
En el costat lateral dret del temple, s'obre una portada similar en el seu traçat a la principal.
Annexa al temple, a l'esquerra d'aquest, es troba la capella de la Comunió de traçat similar al de la resta del conjunt, també el·líptica.

## Mobiliari
D'entre el patrimoni del temple -molt perjudicat després de la Guerra Civil Espanyola- el Crist del Refugi; titular de la confraria del mateix nom i de la processó del silenci de Múrcia, és potser la peça fonamental. Talla de difícil atribució, encara que recentment els experts s'inclinen per situar-la en el Segle xvi i relacionar-la amb l'arquitecte i escultor Jerónimo Quijano.
Aquesta talla era venerada en l'ermita de Santa Quitèria fins que tota la imatgeria de la mateixa va passar a la nova església de Sant Llorenç. Convertit Sant Llorenç en residència de refugiats durant la Guerra Civil, en els anys 1936-39, només quedava sense destruir la imatge d'aquest Crist. Cal destacar l'anatomia de la imatge, podent observar fins a la formació de les ròtules en els genolls. Té una altura d'1,90 metres i pesa uns 90 quilos aproximadament.
També es conserva la denominada Dolorosa de Sant Llorenç, obra de Francisco Salzillo. Imatge de vestir de mitjans del Segle xviii, on l'autor repeteix l'esquema de la seva coneguda Dolorosa creada per la Confraria del nostre Pare Jesús Natzarè. També hi ha un Sant Joan de la Creu atribuït al pare de l'anterior, Nicolás Salzillo.